# Erik Ryman
Erik Ryman (* 10. Juni 1972 in Södertälje) ist ein ehemaliger norwegisch-schwedischer Eishockeyspieler, der in seiner aktiven Zeit von 1991 bis 2009 unter anderem für Djurgårdens IF in der Elitserien gespielt hat.

## Karriere
Erik Ryman begann seine Karriere als Eishockeyspieler in Schweden in der damals noch zweitklassigen Division 1, in der er von 1991 bis 1993 je ein Jahr lang für den Tegs SK und den IK Westmannia-Köping aktiv war. Im Anschluss daran stand der Verteidiger in der Saison 1994/95 beim EHC Lustenau in Österreich unter Vertrag, ehe er von 1995 bis 1998 für den schwedischen Verein IFK Kumla spielte, mit dem er in der Saison 1995/96 auf Anhieb den Aufstieg in die Division 1 erreichte. Die Saison 1998/99 verbrachte er erneut in Österreich und gewann mit der VEU Feldkirch die Alpenliga. 
Von 1999 bis 2005 stand Ryman in der norwegischen GET-ligaen für den Vålerenga IF auf dem Eis. Mit dem Hauptstadtclub wurde er 2001, 2003 und 2005 jeweils nationaler Meister. Dort konnte er sich zudem für ein Engagement beim Djurgårdens IF empfehlen, für den er in der Saison 2005/06 in der Elitserien, der höchsten schwedischen Spielklasse, in 49 Spielen ein Tor erzielte und vier Vorlagen gab. Nachdem er die folgende Spielzeit beim HC Alleghe in der italienischen Serie A1 verbracht hatte, spielte der norwegische Nationalspieler von 2007 bis 2009 noch einmal in der zweitklassigen HockeyAllsvenskan für den AIK Solna, bei dem er anschließend im Alter von 37 Jahren seine Karriere beendete.

### International
Für Norwegen nahm Ryman an den B-Weltmeisterschaften 2002, 2003, 2004 und 2005 sowie den A-Weltmeisterschaften 2006, 2007 und 2008 teil.

## Erfolge und Auszeichnungen
- 1996 Aufstieg in die Division 1 mit dem IFK Kumla
- 1999 Alpenliga-Gewinn mit der VEU Feldkirch
- 2001 Norwegischer Meister mit Vålerenga IF
- 2003 Norwegischer Meister mit Vålerenga IF
- 2005 Norwegischer Meister mit Vålerenga IF

### International
- 2005 Aufstieg in die Top-Division bei der Weltmeisterschaft der Division I